# SS-Hauptamt

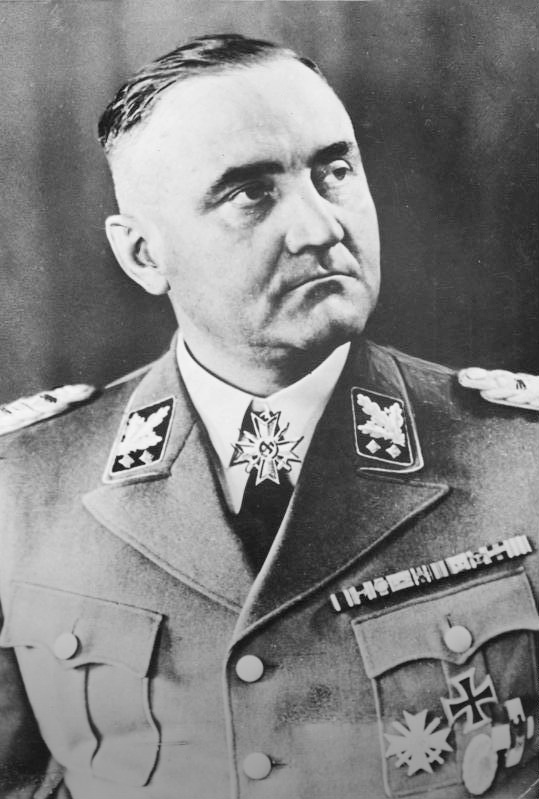
El SS-Obergruppenführer Gottlob Berger, comandante de la SS-Hauptamt (1939-45)

La Oficina Principal de las SS (en alemán SS-Hauptamt, SS-HA) era oficina central de mando de la Schutzstaffel (SS) en la Alemania nazi hasta 1940.

## Formación
La oficina tiene sus orígenes en 1931, cuando las SS crearon el SS-Amt (departamento) para servir como cuartel general del personal de las SS desde el que se supervisara a las diferentes unidades que componían las Allgemeine-SS. En 1933, después de que el NSDAP llegara al poder, el SS-Amt pasó a llamarse SS-Oberführerbereichen y se puso al mando de todas las unidades SS dentro de la Alemania nazi.
Esta agencia luego se convirtió en la SS-HA el 30 de enero de 1935. La organización supervisó las Allgemeine-SS, los campos de concentración, las SS-Verfügungstruppe (Escuadrones Especiales) y los Grenzschutz (regimientos de control fronterizo).
A finales de la década de los 30, el poder de la SS-HA continuó creciendo y se convirtió en la oficina más grande y poderosa de las SS, administrando casi todos los aspectos de la organización paramilitar. Esto incluyó las escuelas de oficiales de las SS (Junkerschulen), entrenamiento físico, comunicación, guarniciones de SS, logística y apoyo. Poco después del estallido de la Segunda Guerra Mundial en Europa, las SS-Verfügungstruppe se expandieron rápidamente convirtiéndose en las Waffen-SS en 1940. En ese momento, la oficina de las SS-Hauptamt ya no podían administrar toda la organización de las SS. Como resultado, la SS-HA se redujo y perdió gran parte de su poder antes de la guerra en favor de la SS-Führungshauptamt (Oficina Central de las SS) y las oficinas principales de las Allgemeine-SS, como la Oficina Central de Seguridad del Reich - RSHA (en alemán: Reichssicherheitshauptamt).

## Organización
En 1940, la SS-Hauptamt siguió siendo responsable de los asuntos administrativos de las SS, como la asignación de personal, suministros, transferencias de personal y ascensos. La SS-HA tenía 11 departamentos (Ämter o Amtsgruppe):
- Amt Zentralamt (Oficina Central)
- Amt Leitender Ärzt beim Chef SS-HA (Directorio Médico)
- Amt Verwaltung (Administración)
- Amt Ergänzungsamt der Waffen-SS (Refuerzos de las Waffen-SS)
- Amt Erfassungsamt (Requisos)
- Amt für Weltanschauliche Erziehung (Formación Ideológica)
- Amt für Leibeserziehhung (Entrenamiento Físico)
- Amt für Berufserziehung (Estudios Comerciales)
- Amt Germanische Leitstelle (Control Germánico)
- Amt Germanische Ergänzung (Reclutamiento Germánico)
- Amt Germanische Erziehung(Educación Germánica)

La SS-HA estaba técnicamente subordinado a la Oficina de Asistencia Personal del Reichsführer-SS, pero en realidad mantuvo su autonomía.

## Líderes
| N.º |  | Titular                                            | Inicio                 | Final                  | Duración          |
| --- |  | -------------------------------------------------- | ---------------------- | ---------------------- | ----------------- |
| 1   |  | SS-Gruppenführer Curt Wittje (1894–1947)           | 12 de febrero de 1934  | 14 de mayo de 1935     | 1 año y 92 días   |
| 2   |  | SS-Obergruppenführer August Heissmeyer (1897–1979) | 14 de mayo de 1935     | 9 de noviembre de 1939 | 4 años y 179 días |
| 3   |  | SS-Obergruppenführer Gottlob Berger (1896–1975)    | 1 de diciembre de 1939 | 8 de mayo de 1945      | 5 años y 180 días |

## Posguerra
Después del final de la Segunda Guerra Mundial, los miembros de las SS-Hauptamt fueron acusados de crímenes de guerra y crímenes de lesa humanidad, ya que habían mantenido, para otras ramas de las SS, el "registro sobre el papel" de actividades tales como las de los Einsatzgruppen, la Solución Final y la comisión del Holocausto. Gottlob Berger, exjefe de la Oficina Principal de las SS, fue juzgado en 1949. Fue condenado a 25 años de prisión por crímenes contra la humanidad, pero fue liberado en 1951.
Los archivos de las SS-Hauptamt se pueden encontrar hoy (a través de microfichas) en los Archivos Nacionales y Administración de Documentos en College Park, Maryland. La documentación original se guarda en Alemania, bajo la autoridad del Bundesarchiv en Berlín.